# Rutherford Appleton Laboratory
El Rutherford Appleton Laboratory (RAL) es uno de los laboratorios de investigación científica del Science and Technology Facilities Council (STFC). Ubicado en el campus Harwell de Ciencia e Innovación, en Chilton (Oxfordshire), Reino Unido. Tiene aproximadamente 1.200 investigadores, aunque de manera indirecta están implicados más de 10.000 científicos e ingenieros, principalmente de la comunidad universitaria. El programa del laboratorio está diseñado para aplicaciones empresariales y/o comerciales del Reino Unido.